# Françoise de Paroy
Françoise d'Estamville, Dame de Paroy, även kallad Mme de Parois, död 1557, var en fransk hovfunktionär. Hon var guvernant till drottning Maria Stuart av Skottland mellan 1551 och 1557. 
Hon efterträdde Lady Janet Stewart när denna tvingades lämna Frankrike 1551. Hon beskrivs som respektabel och med god karaktär, men blev aldrig omtyckt av Maria.  Hon misstyckte när Maria gav bort sina gamla kläder som gåvor eftersom detta inkräktade på hennes privilegium att överta dem, och genom sin lojalitet mot Katarina av Medici misstänktes hon av Maria och Guiserna för att vara Katarinas spion. Hon begärde ständigt mer pengar av Maria av Guise för att kunna upprätthålla Maria Stuarts status, vilket var svårt för den skotska statskassan, samtidigt som hon anklagades för att själv vara delansvarig för att pengar saknades.
Hon insjuknade i ödem och tvingades lämna hovet 1556. Det talades om att hon skulle ersättas, eftersom en ogift kvinna som Maria Stuart inte ansågs kunna vara utan övervakning av ett kvinnligt förkläde, men hon kvarstod formellt som guvernant till sin död 1557, och året därpå gifte sig Maria Stuart och behövde därmed inte längre en guvernant utan fick istället en hovstat med hovdamer.